# Marie-France Marcotte
Pour les articles homonymes, voir Marcotte.
Marie-France Marcotte est une actrice québécoise née à Portneuf (Canada).

## Biographie
Marie-France Marcotte est diplômée du Conservatoire d'art dramatique de Montréal (Canada), promotion 1989.

## Filmographie

### Cinéma
- 1990 : Rafales d'André Mélançon : la secrétaire
- 1996 : Caboose de Richard Roy : Louise
- 2001 : Ne dis rien de Simon Lacombe : Lisa
- 2001 : Au hasard l'amour de Stéphane Géhami : Roxanne
- 2004 : Le Dernier Tunnel d'Érik Canuel : Magdeleine « Maggy » Fortin
- 2008 : En plein cœur de Stéphane Géhami : la mère de Jimi
- 2018 : Les Scènes fortuites de Guillaume Lambert : Linda, mère de Damien
- 2018 : La Disparition des lucioles de Sébastien Pilote : la mère de Léo
- 2021 : Sam de Yan England : Stéphanie
- 2021 : Une révision de Catherine Therrien : la présidente du jury soutenance de thèse
- 2022 : Niagara de Guillaume Lambert : Danielle
- 2023 : Frontières de Guy Édoin : Valérie

### Télévision
- 1994 : Craque la vie! : Agathe Phillips
- 2001 : Mon meilleur ennemi : Isabelle Sauvageau
- 2001 : Tribu.com : Dorothée Leduc
- 2019-2021 M'entends-Tu : Line
- 2021 : Toute la vie : Christine Cormier
- 2022 : Avant le crash : Dominique Després
- 2023 : Détective Surprenant : La fille au yeux de pierre : Lieutenante Anne Asselin[1]

## Distinctions

### Nominations
- Prix Jutra 2005 de la meilleure actrice de soutien pour Le Dernier Tunnel
- Prix Gémeaux 2001 de la meilleure interprétation premier rôle féminin : série ou émission dramatique pour son rôle de Dorothée Leduc dans Tribu.com

Le sixième gala de la Soirée des Masques a récompensé les artistes et artisans du théâtre québécois, au Monument national, à Montréal. Marie-France Marcotte a reçu le prix d'interprétation féminine pour un rôle principal. Marie-France Marcotte a été récompensée pour sa prestation dans Les Oranges sont vertes, de Claude Gauvreau, présentées au théâtre du Nouveau Monde.